# دوره جومون

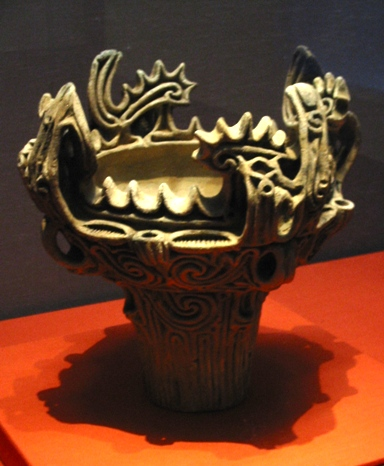
ظرفی از دورهٔ میانی جومون (۳۰۰۰–۲۰۰۰ ق. م).

دورهٔ جومون（به ژاپنی: 縄文時代 و به هیراگانا: じょうもんじだい） در تاریخ ژاپن، به فاصلهٔ زمانی سال‌های ۱۴٬۰۰۰ ق.م. تا ۳۰۰ ق.م. گفته می‌شود. اولین نشانه‌های تمدن و الگوهای با ثبات زندگی در ۱۴٬۰۰۰ پیش از میلاد در فرهنگ جومون ظاهر شد که ویژگی آن روش زندگی نیمه‌مستقر مختص به دوران میان‌سنگی و نوسنگی، شکار دسته‌جمعی، عدم پرورش حیوانات اهلی، آلاچیق‌های بدوی و کشاورزی ابتدایی بود. بافندگی هنوز ناشناخته بود و جامه‌ها از پوست حیوانات درست می‌شد. بعضی از قدیمی‌ترین نمونه‌های باقی‌مانده از کوزه‌گری دوران کهن، در ژاپن پیدا شده‌است. ترکیب جومون در ژاپنی به معنی الگوهای ریسمانی است. این نامی است که شرق‌شناس آمریکایی ادوارد اس. مورس از روی نقش و نگار ظرف‌های سفالی که در ژاپن از زیر خاک بیرون آورده شده بود، به این دوره داد.
این علامت‌ها و نقش‌ها بر اثر سایش تکه چوب‌هایی پیچیده در ریسمان به وجود آمده بود. فرهنگ نیمه‌مستقر جومون باعث افزایش چشمگیر جمعیت شد. آزمایش دی‌ان‌ای حاکی از آن است که آینوها، ساکنان بومی جزیرهٔ هوکایدو و بخش‌های شمالی جزیرهٔ هونشو، از تبار مردم جومون هستند.

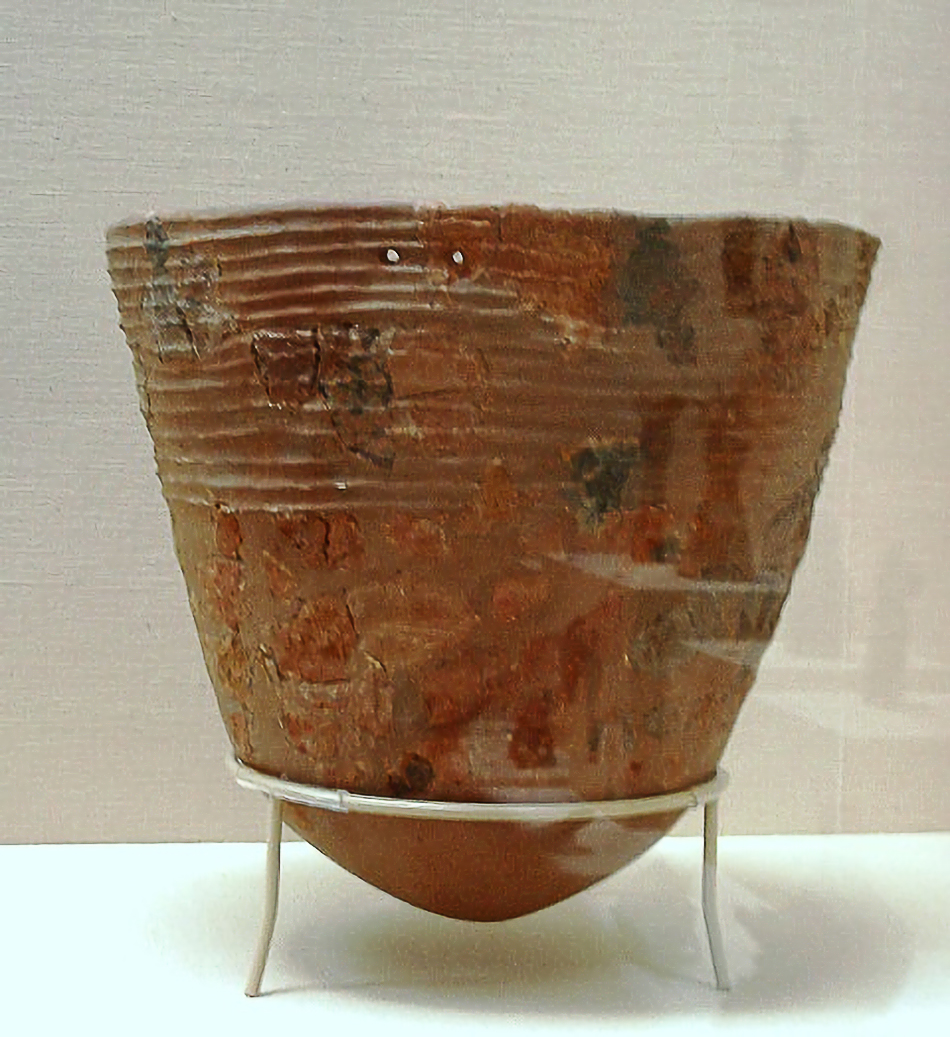
کوزه‌گری در مراحل ابتدایی دوران جومون، (۱۴٬۰۰۰–۸۰۰۰ ق. م) موزهٔ ملی توکیو.

## نگارخانه

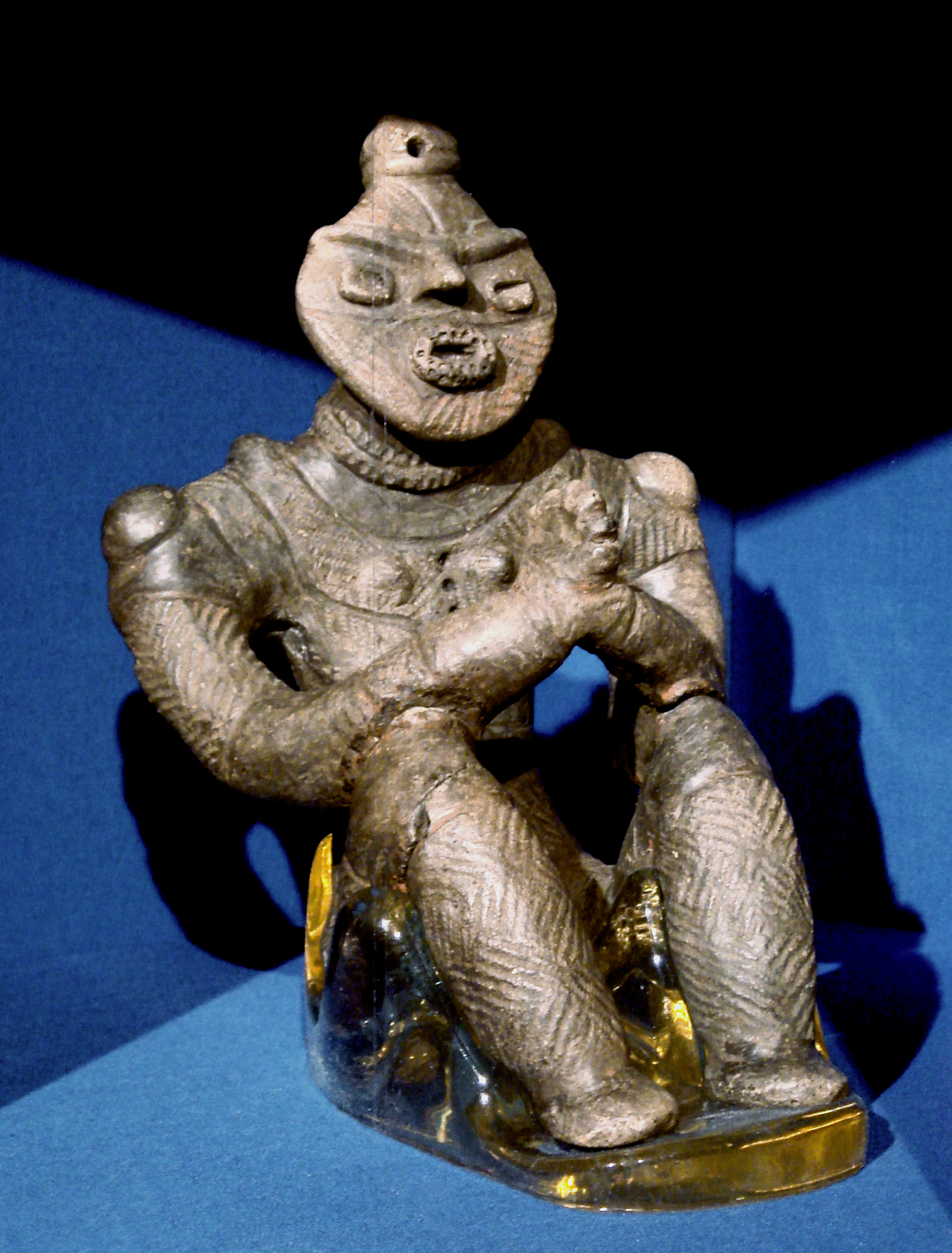
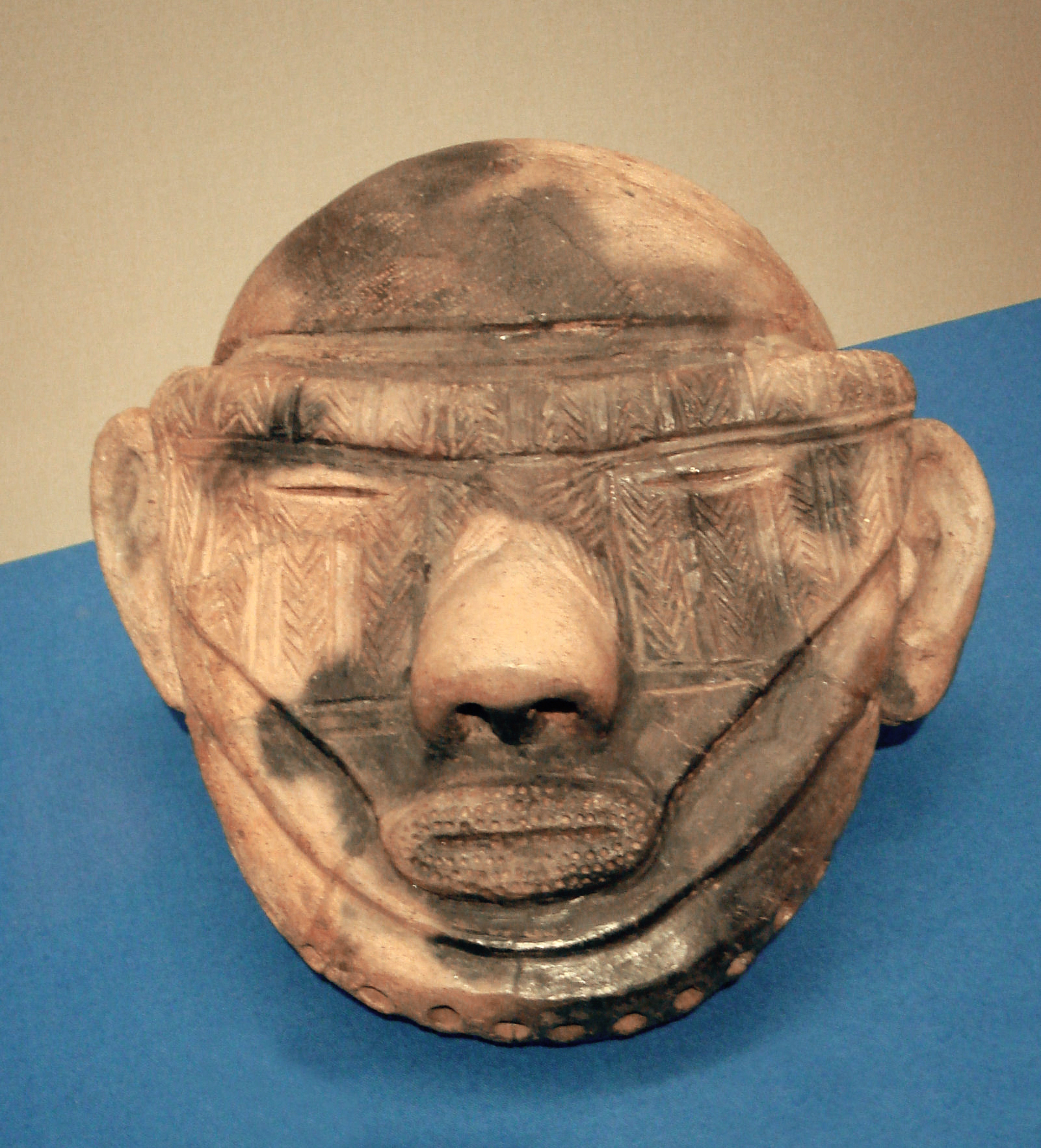
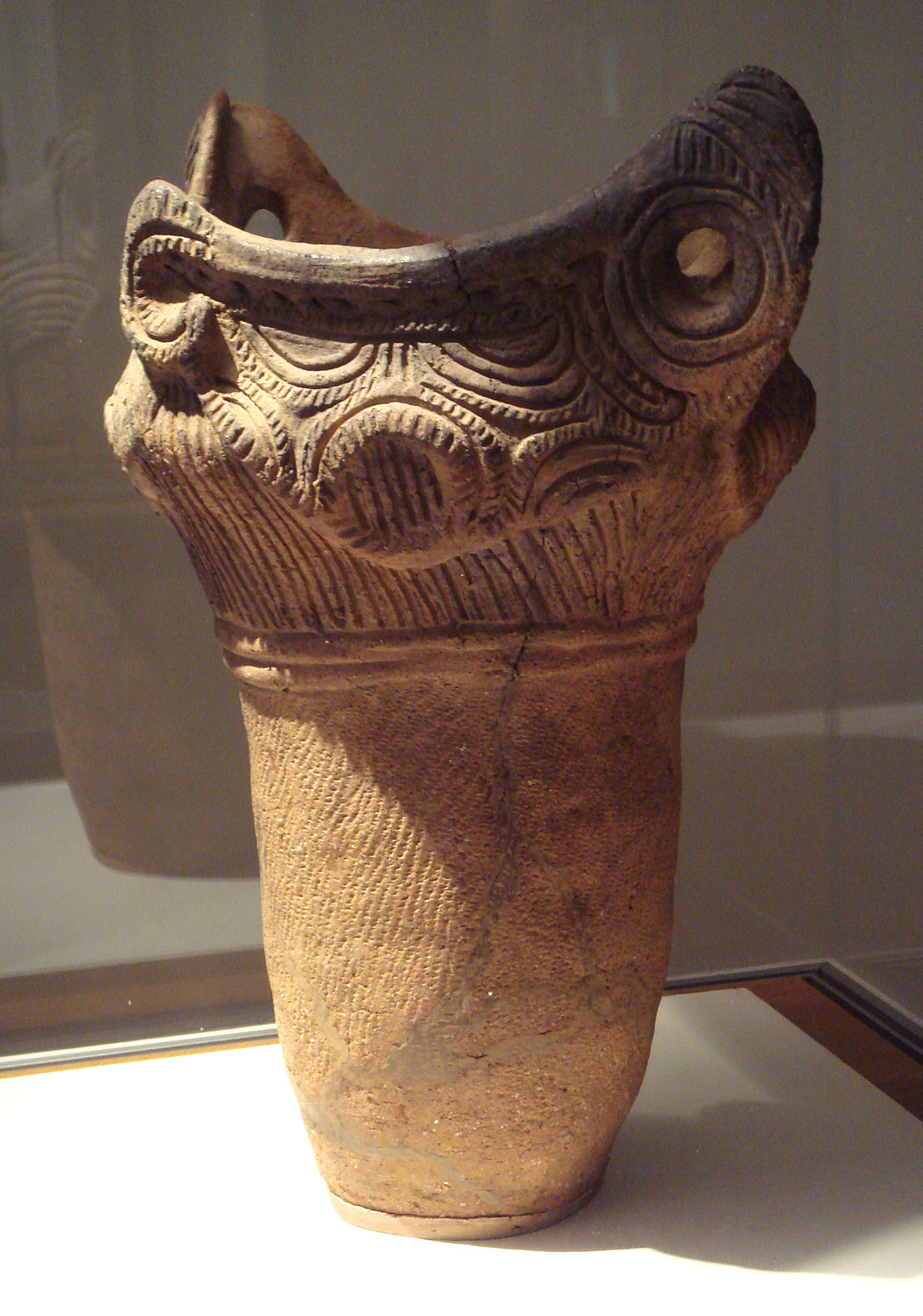
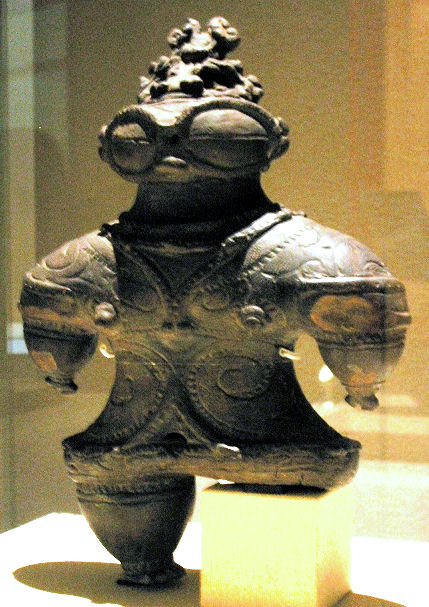
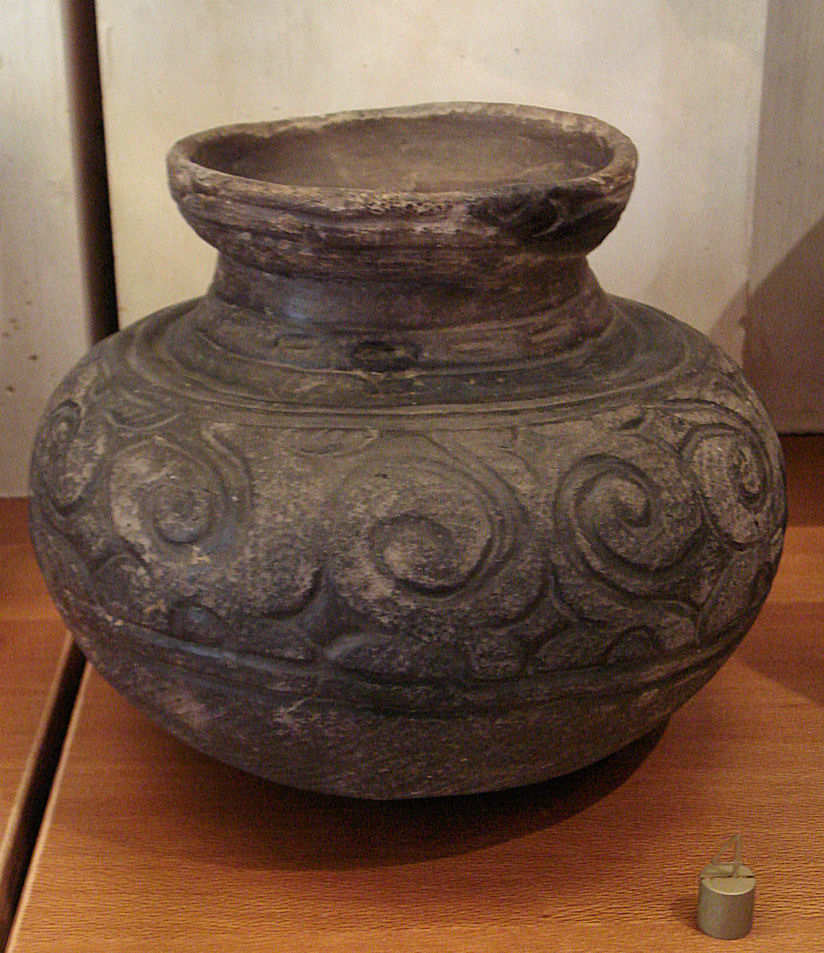
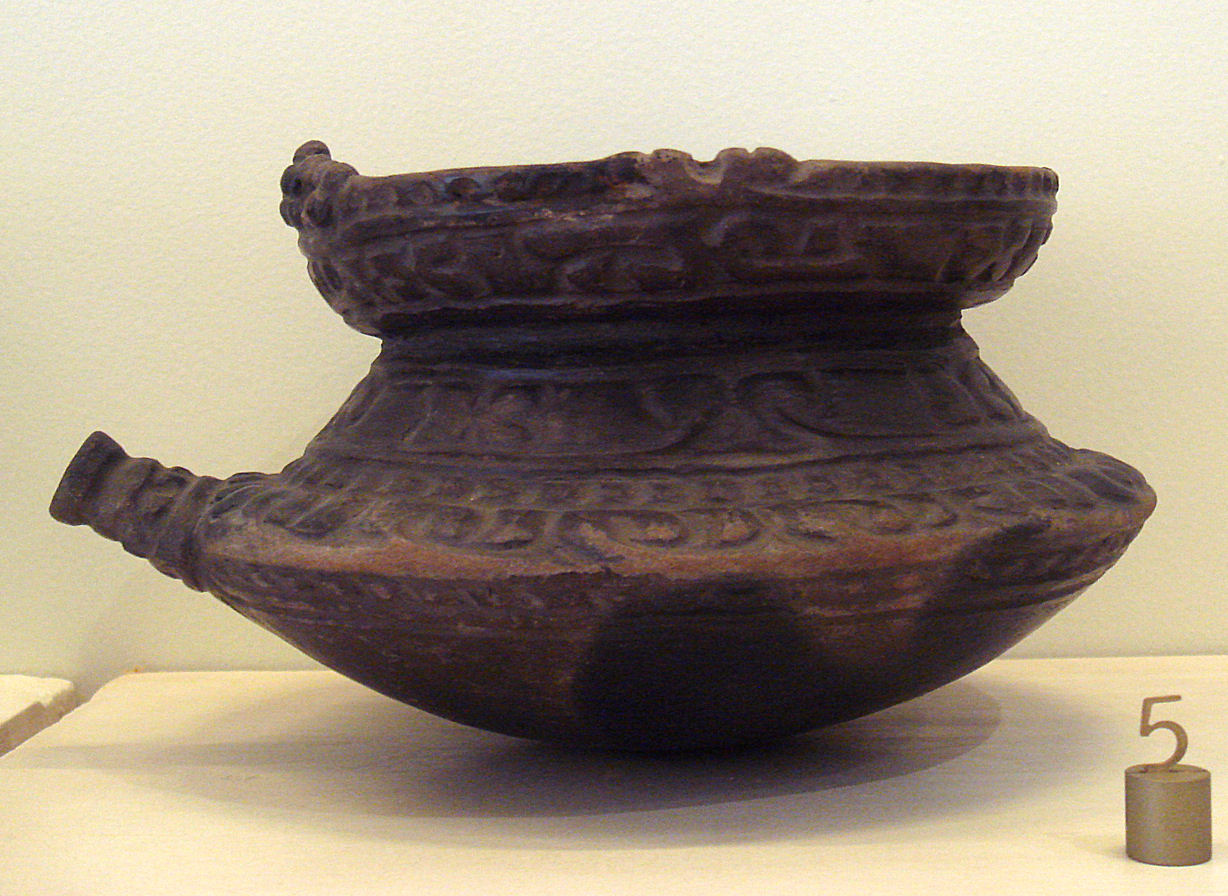